# Koźmin (powiat szamotulski)
Koźmin – wieś sołecka w Polsce, położona w województwie wielkopolskim, w powiecie szamotulskim, w gminie Obrzycko.
| SIMC    | Nazwa  | Rodzaj    |
| ------- | ------ | --------- |
| 0592012 | Ordzin | część wsi |

W latach 1975–1998 wieś należała administracyjnie do województwa poznańskiego.
Wieś szlachecka Kozmino położona była w 1580 roku w powiecie poznańskim województwa poznańskiego. 